# Season Zero
Season Zero ist eine deutsche Grafik- und Illustrationsagentur, die 2004 von Matthias Löwenstein und Sebastian Osinski gegründet wurde. Season Zero arbeitet hauptsächlich für nationale und internationale Bands und Musiker und entwickelt für diese Artworks, angefangen mit der Konzeption bis hin zur gestalterischen Umsetzung.
Season Zero entwarf bereits Artworks für Bands und Künstler, wie z. B. Rea Garvey, Sunrise Avenue und Staatspunkrott. Viele der Alben wurden mit Gold und Platin ausgezeichnet – u. a. Unholy Ground und Fairytales Best-Of von Sunrise Avenue, Grenzenlos von Glasperlenspiel oder Pride von Rea Garvey. Universal Music, Sony Music, Trisol Music Group, Century Media, Massacre Records, People like you Records, Motor Music und Napalm Records zählen u. a. zum Kundenstamm.

## Werke

### Artworks (Auszug)
- Staatspunkrott – Phoenix Effekt, Nordost, Choral vom Ende (gesamtes Artwork)
- Rea Garvey – Can't stand the Silence (Cover), Pride, The Special Collection (gesamtes Artwork)
- Sunrise Avenue – Unholy Ground, Fairytales Best-Of, Heartbreak Century (gesamtes Artwork und Singles)
- Schwarzer Engel – alle bisherigen Veröffentlichungen (gesamtes Artwork)
- Glasperlenspiel – Beweg dich mit mir (gesamtes Artwork, in Zusammenarbeit mit Kropac Media), Grenzenlos, Tag X (gesamtes Artwork in Zusammenarbeit mit Benjamin Wolf, Fotograf)
- Eskimo Callboy – Crystals, Rehab, MMXX (gesamtes Artwork)
- The New Roses – Dead Man's Voice, One more for the Road (gesamtes Artwork)
- Silly – Wutfänger (gesamtes Artwork in Zusammenarbeit mit Benjamin Wolf, Fotograf)
- Luxuslärm – Fallen und Fliegen (gesamtes Artwork in Zusammenarbeit mit Benjamin Wolf, Fotograf)
- Project Pitchfork – Look up, I'm down there (gesamtes Artwork in Zusammenarbeit mit Silentview, Fotografie)
- Niila – Gratitude (gesamtes Artwork in Zusammenarbeit mit Benjamin Wolf, Fotograf)
- L’Ame Immortelle – Unsterblich (gesamtes Artwork)
- a-ha – MTV Unplugged – Summer Solstice (gesamtes Artwork, Fotos von Just Loomis)
- ZSK – Hallo Hoffnung, Ende der Welt (Cover und Illustrationen)
- Felix Jaehn – diverse Cover (u. a. Love on Myself, Close Your Eyes, Sicko)
- Nico Santos – selbstbetiteltes Album (gesamtes Artwork mit Christoph Köstlin, Fotograf)
- Topic x Bebe Rexha – Chain My Heart (gesamtes Artwork)
- Vanessa Mai – Metamorphose (gesamtes Artwork)